# Eulophia rugulosa
Eulophia rugulosa är en orkidéart som beskrevs av Victor Samuel Summerhayes. Eulophia rugulosa ingår i släktet Eulophia och familjen orkidéer. Inga underarter finns listade i Catalogue of Life.